# International Medical Informatics Association
Die International Medical Informatics Association (IMIA) ist eine internationale wissenschaftliche Organisation zur Förderung der medizinischen Informatik  und Bioinformatik. Sie ist 1989 aus dem Technical Committee 4 der International Federation for Information Processing (IFIP) entstanden, welche seit 1967 bestand. Der Sitz der IMIA ist in Genf.

## Ziele und Aufgaben
Die IMIA setzt sich folgende Ziele:
- Förderung der Informatik im Gesundheitswesen sowie der Forschung im Bereich der medizinischen Informatik und Bioinformatik
- Förderung internationaler Kooperationen in diesem Bereich
- Förderung von Forschung, Entwicklung und Anwendung
- Überführung der Theorie der Informatik in die Anwendung in allen Bereichen der Gesundheitsversorgung
- Verbreitung von Wissen, Information und Technologien
- Förderung der Ausbildung und des verantwortlichen Handelns
- Repräsentation der Medizinischen Informatik in der Weltgesundheitsorganisation und anderen internationalen Organisationen.

## Mitgliedschaft
IMIA umfasst Mitgliedsgesellschaften (member societies) aus ihren Mitgliedsländern sowie institutionelle Mitglieder (institutional members wie Universitäten, Forschungseinrichtungen oder Firmen), affiliierte Mitglieder (affiliated members, insb. internationale Organisationen) sowie Ehrenmitglieder (honorary members). Aus jedem Mitgliedsland kann nur eine Gesellschaft Mitglied in der IMIA werden. Beispiele für Mitgliedsgesellschaften sind die Deutsche Gesellschaft für Medizinische Informatik, Biometrie und Epidemiologie (gmds) für Deutschland, die Schweizerische Gesellschaft für Medizinische Informatik in der Schweiz sowie der Arbeitskreis Medizinische Informatik der Österreichischen Computergesellschaft und der Österreichischen Gesellschaft für Biomedizinische Technik für Österreich. 
Die Mitgliedsgesellschaften der IMIA sind in Regionen organisiert. Für Europa ist dies z. B. die European Federation for Medical Informatics. 
Eine persönliche Mitgliedschaft von Personen ist nicht in IMIA selber möglich, sondern nur in den nationalen Mitgliedsgesellschaften.

## Aktivitäten
Die IMIA organisiert den World Congress of Medical and Health Informatics (Medinfo). Dieser fand bis 2013 in dreijährigem Abstand statt. Seit 2013 wird er alle zwei Jahre organisiert. Die IMIA organisiert außerdem eine Reihe von Arbeitsgruppen (Working Groups) sowie von Special Interest Groups. Seit 2011 bietet die IMIA auch eine Akkreditierung für Studiengänge der medizinischen Informatik an.